# Gruppo Arraiolos
Il Gruppo Arraiolos o gruppo Uniti per l’Europa è la riunione multinazionale informale dei presidenti di alcuni degli stati membri dell'Unione europea, sia esecutivi sia non esecutivi, che si tiene generalmente una volta all'anno. Si tratta di un forum politico per i capi di stato delle repubbliche parlamentari e anche di alcune tra quelle semi-presidenziali (ne sono esclusi perciò quelli delle monarchie costituzionali o di stati governati da sistemi presidenziali) che, secondo le rispettive convenzioni costituzionali, possono avere ruoli differenti, da incarichi fortemente esecutivi a posizioni sostanzialmente cerimoniali; tale consesso si occupa di questioni e problemi riguardanti lo stato attuale e lo sviluppo futuro dell'Unione europea, del processo d'integrazione, ma anche di come affrontare le sfide della globalizzazione.
Il nome deriva dalla cittadina portoghese di Arraiolos, dove si svolse il primo incontro nel 2003. Jorge Sampaio, allora presidente del Portogallo, aveva invitato i presidenti di Finlandia e Germania, insieme a quelli di tre stati che avrebbero ben presto fatto parte dell'Unione (Ungheria, Lettonia e Polonia) per discutere delle conseguenze dell'allargamento dell'Unione europea ad est e dei piani per una Costituzione per l'Europa.
A seguito dell'incontro del 2005, i sette presidenti partecipanti scrissero un articolo comune intitolato "Insieme per l'Europa" che esponeva la loro concezione della comunità europea. Fu pubblicato il 15 luglio 2005 da Diena, Frankfurter Allgemeine Zeitung, Gazeta Wyborcza, Público, Helsingin Sanomat, la Repubblica e Der Standard, principali quotidiani dei rispettivi paesi.
Il quindicesimo incontro dei capi di stato del gruppo Arraiolos si è svolto ad Atene nel 2019, dov'è stata pubblicata la Dichiarazione di Atene. L'incontro più recente del gruppo, il diciannovesimo, si è svolto a Cracovia il 10 e 11 ottobre 2024.

## Incontri e partecipanti
La tabella mostra quali presidenti hanno partecipato alle diverse riunioni.
| #  | Data Luogo                                        | Austria                  | Bulgaria                  | Croazia                   | Estonia                   | Finlandia          | Germania                | Grecia                   | Irlanda            | Italia               | Lettonia             | Malta                      | Polonia                | Portogallo              | Slovacchia                | Slovenia                  | Ungheria           |
| -- | ------------------------------------------------- | ------------------------ | ------------------------- | ------------------------- | ------------------------- | ------------------ | ----------------------- | ------------------------ | ------------------ | -------------------- | -------------------- | -------------------------- | ---------------------- | ----------------------- | ------------------------- | ------------------------- | ------------------ |
| 1  | 17–19 ottobre 2003 Arraiolos, Portogallo          | non ha partecipato       | non ancora membro dell'UE | non ancora membro dell'UE | non ancora membro dell'UE | Tarja Halonen      | Johannes Rau            | non ha partecipato       | non ha partecipato | non ha partecipato   | Vaira Vīķe-Freiberga | non ancora membro dell'UE  | Aleksander Kwaśniewski | Jorge Sampaio           | non ancora membro dell'UE | non ancora membro dell'UE | Ferenc Mádl        |
| 2  | 22–24 aprile 2005 Helsinki, Finlandia             | Heinz Fischer            | non ancora membro dell'UE | non ancora membro dell'UE | non ha partecipato        | Tarja Halonen      | Horst Köhler            | non ha partecipato       | non ha partecipato | non ha partecipato   | Vaira Vīķe-Freiberga | non ha partecipato         | non ha partecipato     | Jorge Sampaio           | non ha partecipato        | non ha partecipato        | non ha partecipato |
| 3  | 4–5 febbraio 2006 Dresda, Germania                | Heinz Fischer            | non ancora membro dell'UE | non ancora membro dell'UE | non ha partecipato        | Tarja Halonen      | Horst Köhler            | non ha partecipato       | non ha partecipato | Carlo Azeglio Ciampi | Vaira Vīķe-Freiberga | non ha partecipato         | non ha partecipato     | Jorge Sampaio           | non ha partecipato        | non ha partecipato        | László Sólyom      |
| 4  | 10–11 aprile 2007 Riga, Lettonia                  | Heinz Fischer            | non ha partecipato        | non ancora membro dell'UE | non ha partecipato        | Tarja Halonen      | Horst Köhler            | non ha partecipato       | non ha partecipato | Giorgio Napolitano   | Vaira Vīķe-Freiberga | non ha partecipato         | Lech Kaczyński         | Aníbal Cavaco Silva     | non ha partecipato        | non ha partecipato        | László Sólyom      |
| 5  | 29–30 aprile 2008 Graz, Austria                   | Heinz Fischer            | non ha partecipato        | non ancora membro dell'UE | non ha partecipato        | Tarja Halonen      | Horst Köhler            | non ha partecipato       | non ha partecipato | Giorgio Napolitano   | Valdis Zatlers       | non ha partecipato         | Lech Kaczyński         | Aníbal Cavaco Silva     | non ha partecipato        | non ha partecipato        | László Sólyom      |
| 6  | 12–13 giugno 2009 Napoli, Italia                  | Heinz Fischer            | non ha partecipato        | non ancora membro dell'UE | non ha partecipato        | non ha partecipato | Horst Köhler            | non ha partecipato       | non ha partecipato | Giorgio Napolitano   | Valdis Zatlers       | non ha partecipato         | Lech Kaczyński         | Aníbal Cavaco Silva     | non ha partecipato        | non ha partecipato        | László Sólyom      |
| 7  | 8–9 aprile 2011 Budapest, Ungheria                | Heinz Fischer            | non ha partecipato        | non ancora membro dell'UE | non ha partecipato        | Tarja Halonen      | Christian Wulff         | non ha partecipato       | non ha partecipato | Giorgio Napolitano   | Valdis Zatlers       | non ha partecipato         | Bronisław Komorowski   | Aníbal Cavaco Silva     | non ha partecipato        | Danilo Türk               | Pál Schmitt        |
| 8  | 10–11 febbraio 2012 Helsinki, Finlandia           | Heinz Fischer            | non ha partecipato        | non ancora membro dell'UE | non ha partecipato        | Tarja Halonen      | Christian Wulff         | non ha partecipato       | non ha partecipato | Giorgio Napolitano   | Andris Bērziņš       | non ha partecipato         | non ha partecipato     | Aníbal Cavaco Silva     | non ha partecipato        | Danilo Türk               | Pál Schmitt        |
| 9  | 8–9 ottobre 2013 Cracovia, Polonia                | non ha partecipato       | Rosen Plevneliev          | non ha partecipato        | Toomas Hendrik Ilves      | Sauli Niinistö     | Joachim Gauck           | non ha partecipato       | non ha partecipato | Giorgio Napolitano   | Andris Bērziņš       | non ha partecipato         | Bronisław Komorowski   | Aníbal Cavaco Silva     | non ha partecipato        | Borut Pahor               | non ha partecipato |
| 10 | 29–30 settembre 2014 Braga, Portogallo            | Heinz Fischer            | Rosen Plevneliev          | non ha partecipato        | Toomas Hendrik Ilves      | Sauli Niinistö     | Joachim Gauck           | non ha partecipato       | non ha partecipato | non ha partecipato   | Andris Bērziņš       | non ha partecipato         | Bronisław Komorowski   | Aníbal Cavaco Silva     | non ha partecipato        | non ha partecipato        | János Áder         |
| 11 | 21–22 settembre 2015 Wartburg ed Erfurt, Germania | Heinz Fischer            | Rosen Plevneliev          | non ha partecipato        | Toomas Hendrik Ilves      | Sauli Niinistö     | Joachim Gauck           | non ha partecipato       | non ha partecipato | Sergio Mattarella    | Raimonds Vējonis     | Marie Louise Coleiro Preca | Andrzej Duda           | Aníbal Cavaco Silva     | non ha partecipato        | Borut Pahor               | non ha partecipato |
| 12 | 14–15 settembre 2016 Plovdiv e Sofia, Bulgaria    | non ha partecipato       | Rosen Plevneliev          | non ha partecipato        | non ha partecipato        | Sauli Niinistö     | Joachim Gauck           | non ha partecipato       | non ha partecipato | Sergio Mattarella    | Raimonds Vējonis     | Marie Louise Coleiro Preca | Andrzej Duda           | Marcelo Rebelo de Sousa | non ha partecipato        | Borut Pahor               | János Áder         |
| 13 | 14–15 settembre 2017 La Valletta e Rabat, Malta   | Alexander Van der Bellen | Rumen Radev               | Kolinda Grabar-Kitarović  | Kersti Kaljulaid          | non ha partecipato | Frank-Walter Steinmeier | Prokopis Pavlopoulos     | non ha partecipato | Sergio Mattarella    | Raimonds Vējonis     | Marie Louise Coleiro Preca | Andrzej Duda           | Marcelo Rebelo de Sousa | non ha partecipato        | Borut Pahor               | János Áder         |
| 14 | 13–14 settembre 2018 Riga, Lettonia               | Alexander Van der Bellen | Rumen Radev               | Kolinda Grabar-Kitarović  | Kersti Kaljulaid          | Sauli Niinistö     | Frank-Walter Steinmeier | Prokopis Pavlopoulos     | non ha partecipato | Sergio Mattarella    | Raimonds Vējonis     | Marie Louise Coleiro Preca | Andrzej Duda           | Marcelo Rebelo de Sousa | non ha partecipato        | Borut Pahor               | non ha partecipato |
| 15 | 11 ottobre 2019 Atene, Grecia                     | non ha partecipato       | Rumen Radev               | Kolinda Grabar-Kitarović  | Kersti Kaljulaid          | non ha partecipato | Frank-Walter Steinmeier | Prokopis Pavlopoulos     | Michael D. Higgins | Sergio Mattarella    | Egils Levits         | George William Vella       | Andrzej Duda           | Marcelo Rebelo de Sousa | non ha partecipato        | Borut Pahor               | János Áder         |
| 16 | 15 settembre 2021 Roma, Italia                    | Alexander Van der Bellen | non ha partecipato        | Zoran Milanović           | Kersti Kaljulaid          | Sauli Niinistö     | Frank-Walter Steinmeier | Katerina Sakellaropoulou | Michael D. Higgins | Sergio Mattarella    | Egils Levits         | George William Vella       | Andrzej Duda           | Marcelo Rebelo de Sousa | non ha partecipato        | Borut Pahor               | János Áder         |
| 17 | 6 ottobre 2022 La Valletta, Malta                 | non ha partecipato       | non ha partecipato        | non ha partecipato        | Alar Karis                | non ha partecipato | Frank-Walter Steinmeier | Katerina Sakellaropoulou | Michael D. Higgins | Sergio Mattarella    | Egils Levits         | George William Vella       | Andrzej Duda           | Marcelo Rebelo de Sousa | Zuzana Čaputová           | Borut Pahor               | Katalin Novák      |
| 18 | 5-6 ottobre 2023 Porto, Portogallo                | non ha partecipato       | Rumen Radev               | Zoran Milanović           | Alar Karis                | Sauli Niinistö     | non ha partecipato      | Katerina Sakellaropoulou | Michael D. Higgins | Sergio Mattarella    | Edgars Rinkēvičs     | George William Vella       | Andrzej Duda           | Marcelo Rebelo de Sousa | non ha partecipato        | Nataša Pirc Musar         | Katalin Novák      |
| 19 | 10-11 ottobre 2024 Cracovia, Polonia              | non ha partecipato       | Rumen Radev               | Zoran Milanović           | Alar Karis                | non ha partecipato | Frank-Walter Steinmeier | Katerina Sakellaropoulou | non ha partecipato | Sergio Mattarella    | Edgars Rinkēvičs     | non ha partecipato         | Andrzej Duda           | non ha partecipato      | Peter Pellegrini          | Nataša Pirc Musar         | Tamás Sulyok       |